# Lichtkegel
Dieser Artikel behandelt den Lichtkegel der Relativitätstheorie in zwei voneinander unabhängigen Bestandteilen, nämlich zum einen den Lichtkegel im Minkowski-Raum, zum anderen den Lichtkegel im ΛCDM-Modell der Kosmologie. Um nur einen Unterschied willkürlich herauszugreifen, sei erwähnt, dass im räumlich flachen Modell der Kosmologie zusätzlich die Expansion des Raumes zu berücksichtigen ist. Z. B. ist es im ΛCDM-Modell nicht möglich, den vom Licht im Raum zurückgelegten Weg allein über die Lichtgeschwindigkeit zu ermitteln. In der Speziellen Relativitätstheorie wird die Expansion des Raumes nicht thematisiert.

## Lichtkegel im Minkowski-Raum der Speziellen Relativitätstheorie (SRT)

Lichtkegel in einer Raumzeit mit zwei Raumdimensionen, Vorwärts-Lichtkegel in positiver Zeitrichtung.
Der Beobachter eines Ereignisses befindet sich im Schnittpunkt von Vergangenheits- und Zukunfts-Lichtkegel (Gegenwart).

In der relativistischen Physik bezeichnet der Lichtkegel eines Ereignisses {\displaystyle E} der Raumzeit {\displaystyle M} die Menge aller Ereignisse {\displaystyle E'}, die sich höchstens mit Lichtgeschwindigkeit {\displaystyle c} auf {\displaystyle E} auswirken oder von {\displaystyle E} höchstens mit Lichtgeschwindigkeit beeinflusst werden können.
Wir betrachten hier den Lichtkegel im flachen Minkowski-Raum {\displaystyle M} der Speziellen Relativitätstheorie (SRT). Zum Lichtkegel in gekrümmten Lorentzschen Mannigfaltigkeiten der Gravitationstheorie siehe dort oder siehe Bemerkungen zu Ordnungskegeln unter Kausalstruktur.
Der zu jedem Ereignis {\displaystyle E} zugehörige Lichtkegel ist ein Doppelkegel im vierdimensionalen Minkowski-Raum {\displaystyle M}. Er besteht aus
- dem Rückwärts-Lichtkegel, der genau die Ereignisse {\displaystyle E'} enthält, die vor {\displaystyle E} stattgefunden haben (Vergangenheit, {\displaystyle t'<t}) und {\displaystyle E} höchstens mit Lichtgeschwindigkeit bewirkt haben können (siehe Lokalität und Kausalität), und
- dem Vorwärts-Lichtkegel, das sind die Ereignisse {\displaystyle E',} die später als {\displaystyle E} stattfinden (Zukunft, {\displaystyle t'>t}) und von {\displaystyle E} höchstens mit Lichtgeschwindigkeit verursacht worden sein können.

### Definition
Seien
- {\displaystyle (t,x,y,z)} die Orts- und Zeitkoordinaten von {\displaystyle E},
- {\displaystyle (t',x',y',z')} die Koordinaten von {\displaystyle E'},
- {\displaystyle (t'-t,x'-x,y'-y,z'-z)} die Komponenten des Differenzvektors {\displaystyle E'-E},
- {\displaystyle \mathrm {d} s^{2}:=c^{2}\cdot \mathrm {d} t^{2}-\mathrm {d} x^{2}-\mathrm {d} y^{2}-\mathrm {d} z^{2}} das Quadrat des differentiellen Abstands in der flachen Raumzeit, der für alle Beobachter identisch ist. Die hier verwendete Signatur ist {\displaystyle (+,-,-,-)}. Für eine Signatur {\displaystyle (-,+,+,+)} gelten für {\displaystyle \mathrm {d} s^{2}} analoge Definitionen mit umgekehrtem Vorzeichen.

Nach der obigen Definition beinhaltet der Lichtkegel nicht nur sein Inneres – die Raum-Zeit-Punkte (Ereignisse), die einen zeitartigen Abstand von {\displaystyle E} haben, sondern auch seinen Rand, d. h. den Kegelmantel (die Raum-Zeit-Punkte in lichtartigem Abstand) von {\displaystyle E}. Man beachte, dass in der Literatur ggfs. ein in diesem Detail abweichender Sprachgebrauch vorkommen kann. 

#### Lichtartiger Differenzvektor
Wenn der Differenzvektor lichtartig ist:
{\displaystyle {\begin{aligned}&&\mathrm {d} s^{2}&=0\\\Leftrightarrow &&c^{2}\,(t'-t)^{2}-(x'-x)^{2}-(y'-y)^{2}-(z'-z)^{2}&=0\\\Leftrightarrow &&\left({\frac {x'-x}{t'-t}}\right)^{2}+\left({\frac {y'-y}{t'-t}}\right)^{2}+\left({\frac {z'-z}{t'-t}}\right)^{2}&=c^{2}\\\Leftrightarrow &&v_{x}^{2}+v_{y}^{2}+v_{z}^{2}&=c^{2},\end{aligned}}}
dann liegt {\displaystyle E'} in der speziellen Relativitätstheorie auf dem Mantel des Lichtkegels von {\displaystyle E}. Genau die Ereignisse auf dem Mantel des Rückwärts- bzw. Vergangenheits-Lichtkegels sind aktuell für einen Beobachter in {\displaystyle E} durch die Übermittlung masseloser Teilchen (im Allgemeinen Photonen) sichtbar.

#### Zeitartiger Differenzvektor
Ist der Differenzvektor zeitartig, also:
{\displaystyle {\begin{aligned}&&\mathrm {d} s^{2}&>0\\\Leftrightarrow &&c^{2}\,(t'-t)^{2}-(x'-x)^{2}-(y'-y)^{2}-(z'-z)^{2}&>0\\\Leftrightarrow &&v_{x}^{2}+v_{y}^{2}+v_{z}^{2}&<c^{2},\end{aligned}}}
so liegt {\displaystyle E'} im Inneren des Rückwärts- oder Vorwärts-Lichtkegels von {\displaystyle E}, je nachdem, ob {\displaystyle E'} vor oder nach {\displaystyle E} stattgefunden hat. Aufgrund der Bewegung massebehafteter Objekte kann {\displaystyle E'} im Rückwärts-Lichtkegel das Ereignis {\displaystyle E} beeinflusst haben, oder {\displaystyle E} kann auf {\displaystyle E'} im Vorwärts-Lichtkegel Wirkung ausgeübt haben.

#### Raumartiger Differenzvektor
Ist der Differenzvektor raumartig, d. h.:
{\displaystyle {\begin{aligned}&&\mathrm {d} s^{2}&<0\\\Leftrightarrow &&c^{2}\,(t'-t)^{2}-(x'-x)^{2}-(y'-y)^{2}-(z'-z)^{2}&<0\\\Leftrightarrow &&v_{x}^{2}+v_{y}^{2}+v_{z}^{2}&>c^{2},\end{aligned}}}
so liegt {\displaystyle E'} außerhalb von Rückwärts- und Vorwärts-Lichtkegels im sog. „Anderswo“. Bei den Ereignissen kann es sich nicht um Ursache und Wirkung handeln, denn dann müsste sich eine Ursache mit Überlichtgeschwindigkeit auswirken. 
Ist der Differenzvektor lichtartig oder zeitartig, besteht also eine Kausalstruktur zwischen {\displaystyle E} und {\displaystyle E'}, so nehmen in der Raumzeit befindliche Beobachter {\displaystyle A} und {\displaystyle B} unabhängig von Ort und Zeit der Wahrnehmung, ihrer Geschwindigkeit und ihrer Bewegungsrichtung die durch Lichtgeschwindigkeit übermittelten Ereignisse {\displaystyle E} und {\displaystyle E'} in der gleichen Reihenfolge wahr. Ist der Differenzvektor raumartig, so können {\displaystyle A} und {\displaystyle B} abhängig von Ort und Zeit der Wahrnehmung, ihrer Geschwindigkeit und ihrer Bewegungsrichtung die durch Lichtgeschwindigkeit übermittelten Ereignisse {\displaystyle E} und {\displaystyle E'} eventuell in unterschiedlicher Reihenfolge wahrnehmen, und es gibt keine durch die physikalische Theorie abgedeckte Möglichkeit für einen Rückschluss auf eine (nicht vorhandene) „korrekte“ Reihenfolge der beiden Ereignisse.

### Folgen für die Lösung relativistischer Differentialgleichungen
Die Lösung der inhomogenen Klein-Gordon-Gleichung, gültig für Bosonen, hängt für das Ereignis {\displaystyle E} nur ab von den früheren Anfangsbedingungen sowie der Inhomogenität auf dem Rückwärts-Lichtkegel von {\displaystyle E} und in seinem Inneren.
Die Lösung der homogenen Klein-Gordon-Gleichung (verschwindende Masse, entspricht der Wellengleichung) hängt nur ab von den Anfangsbedingungen und der Inhomogenität auf dem Rückwärts-Lichtkegel von {\displaystyle E}, aber nicht mehr von der Inhomogenität in seinem Inneren. Anfangsbedingungen und Inhomogenität wirken sich in diesem Fall nur mit Lichtgeschwindigkeit aus.
Die Folgen für die Lösung anderer grundlegender relativistischer Gleichungen (z. B. der Dirac-Gleichung, gültig für Fermionen) sind entsprechend.

## Lichtkegel imΛCDM-Modell der Kosmologie

### Einführende Bemerkungen
Anders als im Minkowski-Raum der Speziellen Relativitätstheorie muss bei der Lichtausbreitung im räumlich flachen Standardmodell der Kosmologie (ΛCDM-Modell) noch die Expansion des Universums mitberücksichtigt werden. Um mit der Terminologie von Veröffentlichungen zu Lichtkegeln im Minkowski-Raum der Speziellen Relativitätstheorie verträglich zu bleiben, soll hier genau ein Beobachter angenommen werden, dessen heutiger Ort in der Milchstraße (z. B. auf der Erde) gelegen ist. Der Begriff „Beobachter“ soll sonst nicht anders verwendet werden. Der Beobachter empfängt Photonen (oder andere mit Lichtgeschwindigkeit übermittelte Informationen) von ruhenden oder (synonym) mitbewegten Objekten (im Allgemeinen Galaxien), die mit dem Beobachter im Hubble-Flow treiben und die solche auf den Beobachter gerichtete Photonen emittieren. Unter „Hubble-Flow“ wird der lediglich durch expansionsbedingte Abstandsänderungen charakterisierte, als isotrop und homogen angenommene Raum verstanden. Basis für die Entwicklung des Universums ist die Friedmann-Gleichung, zeitlicher Verlauf und Abstände sind durch die Friedmann-Lemaître-Robertson-Walker-Metrik (FLRW-Metrik) induziert.
Anders als die als ruhend angenommenen Objekte sind Galaxien jedoch in gravitativ bedingte Bewegungen eingebunden. Diese Pekuliarbewegungen werden durch die hier zugrundeliegende Theorie nicht abgebildet. Je länger das Licht benötigt hat, den Beobachter (z. B. HEUTE am heutigen Ort des Beobachters in der Milchstraße) zu erreichen, desto geringer sind im Durchschnitt die durch Pekuliarbewegungen bedingten relativen Fehler.
Koordinatensysteme für die Raumzeit des Universums bestehen aus 3 Raumachsen und einer Zeitachse. Die anwachsenden Abstände zwischen im Hubble-Flow treibenden, als ruhend angenommenen Objekten können durch einen Skalenfaktor {\displaystyle a(t)} beschrieben werden, der allein von der Zeit {\displaystyle t} seit dem Urknall abhängt. Im Sinne der Allgemeinen Relativitätstheorie wird die Zeit als Eigenzeit der im Hubble-Flow treibenden ruhenden Objekte (mit synchronisierten Uhren) verstanden. Anders als für die Zeitachse gibt es für die Raumachsen kein natürliches Maß. Entfernungen zwischen Objekten zu konstanter gemeinsamer Zeit existieren, sind jedoch nicht messbar. Vielmehr müssen diese Distanzen über die kosmologische Theorie erschlossen werden. Mitbewegte Koordinaten treiben mit dem Hubble-Flow. Die mitbewegte Distanz (englisch: comoving distance) zwischen Objekten, die ebenfalls im Hubble-Flow treiben, ändert sich trotz der Expansion des Universums nie. Im Gegensatz dazu spiegeln physikalische Koordinaten die mit der Expansion des Universums anwachsenden Entfernungen als Eigendistanz (englisch: proper distance) zwischen ruhenden Objekten wider. Aufgrund von Isotropie und Homogenität des Universums kann der räumliche Ursprung des Koordinatensystems an einem beliebigen Ort des Universums angesetzt werden. Dieser Umstand wird dazu genutzt, den heute in der Milchstraße befindlichen Beobachter in den Ursprung des räumlichen Koordinatensystems zu platzieren.
Hat man eine bestimmte Galaxie (oder ein anderes als ruhend angenommenes Objekt) im Auge, so spricht nichts dagegen, das räumliche Koordinatensystem mit seinen drei Koordinatenachsen so zu positionieren, dass die Galaxie auf der positiven Halbachse jener Koordinatenachse gelegen ist, die man in der Mathematik üblicherweise als x-Achse bezeichnet. Diese Koordinatenachse kann dadurch gekennzeichnet werden, dass für auf der Achse gelegene Objekte die zweite und dritte Koordinate jeweils mit NULL besetzt sind. (Im Fall der Verwendung von Kugelkoordinaten sind beide Raumwinkel auf NULL gesetzt.) Ist die Galaxie auf einer Kugeloberfläche mit dem Beobachter im Zentrum gelegen, so ist die radiale erste Koordinate gleich dem Radius der Kugel und zugleich der (physikalische) Abstand der Galaxie zum Beobachter. Da Kugelradius und radiale Koordinate übereinstimmen, soll diese Koordinatenachse als radiale Koordinatenachse bezeichnet werden. Für Fragen der Kosmologie, bei denen wie im hier vorliegenden Artikel keine Raumwinkel beachtet werden müssen, kann man Berechnungen auf diese Achse beschränken und mit nur reellen Werten rechnen. Die Galaxie entfernt sich aufgrund der Expansion des Universums auf dieser Achse vom im Ursprung des räumlichen Koordinatensystems gelegenen Beobachter. Ein von dieser Galaxie emittiertes, auf den Beobachter gerichtetes Photon strebt auf dieser Achse auf den Beobachter zu und geht, sofern es diesen erreicht, anschließend auf den negativen Bereich der Achse über. Zeichnungen in diesem Artikel verwenden eine vertikale Zeitachse in Milliarden Jahren und die radiale Koordinatenachse als horizontale Achse in Milliarden Lichtjahren. Für Zeichnungen, die keine konkrete Galaxie abbilden, kann eine beliebige (durch den Koordinatenursprung verlaufende) Achse als radiale Koordinatenachse gewählt werden, deren Koordinaten stellvertretend für Kugeloberflächen um den Beobachter mit der jeweiligen Koordinate als Radius stehen.

### Kosmologische Parameter
Sämtliche kosmologischen Größen hängen von verschiedenen Basisparametern ab, wobei hier auf den aktuellsten Parametersatz Planck18 zurückgegriffen werden soll. Der Hubble-Parameter heute ist dort mit H0 = 67,4 km s−1 Mpc−1 und der Materie-Anteil heute an der Materie/Energie-Dichte des Universums mit ΩM = 0,315 festgelegt worden. Der Kosmologie-Rechner Welttabellen, mit dem alle Kalkulationen für diesen Artikel durchgeführt und die weiteren Zeichnungen (Ausnahme: Expansion des Universums in physikalischen Koordinaten) vorbereitet wurden, berechnet den heutigen Strahlungsanteil an der Materie/Energie-Dichte mit ΩR=0,00009209605429, wodurch ein heutiger Anteil an dunkler Energie von ΩΛ=1-ΩR-ΩM=0,6849079039 resultiert. Bezeichnet man den heutigen Zeitpunkt mit {\displaystyle t_{0}}, so nimmt unter der Voraussetzung dieses Parametersatzes die heutige Epoche den Wert von {\displaystyle t_{0}=13{,}790687} Mrd. Jahren nach dem Urknall an.
Der Skalenfaktor {\displaystyle a} wird für den Zeitpunkt {\displaystyle t_{0}} auf {\displaystyle a=1} festgelegt. Die Festlegung {\displaystyle a(t_{0})=1} wird durch eine der zulässigen Transformationen ermöglicht, die die FLRW-Metrik invariant lässt. Bei allen diesen Transformationen bleibt die physikalische Entfernung (Eigendistanz) als Produkt aus Skalenfaktor und mitbewegter Entfernung stets gleich.
Der Beobachter, dessen Ort zum heutigen Zeitpunkt in der Milchstraße gelegen ist, wird heute, in der Vergangenheit und in der Zukunft im räumlichen Ursprung des Beobachtbaren Universums angenommen. Galaxien, die der Beobachter zu einem Zeitpunkt {\displaystyle T} SEHEN kann (d. h. von denen er mit Lichtgeschwindigkeit auf geodätischem Pfad übermittelte Informationen empfangen kann), sind auf dem Rückwärts-Lichtkegel (genauer: auf dem Mantel des Rückwärts-Lichtkegels) gelegen, auf dessen Scheitel sich der Beobachter beim Zeitpunkt {\displaystyle T} gerade befindet. Der Lichtkegel {\displaystyle LK(T)} mit Scheitel beim Zeitpunkt {\displaystyle T} zeichnet also in Bezug auf die Vergangenheit alle zum Zeitpunkt {\displaystyle T} SICHTBAREN Ereignisse nach.

### Allgemeine Lichtausbreitungsformel imΛCDM-Modell
Empfängt der Beobachter zu einem Zeitpunkt {\displaystyle t_{r}} Licht von einer Galaxie, das zu einem Zeitpunkt {\displaystyle t_{e}} (also {\displaystyle t_{e}<t_{r}}) emittiert wurde, so beträgt der mitbewegte Abstand {\displaystyle D_{C}(t_{e},t_{r})} des Beobachters im räumlichen Koordinatenursprung zu dieser Galaxie
{\displaystyle D_{C}(t_{e},t_{r})=c\int _{t_{e}}^{t_{r}}{\frac {d\tau }{a(\tau )}}=c\int _{a({t_{e}})}^{a({t_{r}})}{\frac {d\alpha }{\alpha ^{2}~H(\alpha )}}}
mit der Lichtgeschwindigkeit {\displaystyle c} und dem vom Skalenfaktor abhängigen Hubble-Parameter
{\displaystyle H(a)=H_{0}\ E(a)}
und der Dichtefunktion
{\displaystyle E(a)=(\Omega _{R}\ a^{-4}+\Omega _{M}\ a^{-3}+\Omega _{\Lambda })^{\frac {1}{2}}}
Der Wert des mitbewegten Abstands {\displaystyle D_{C}(te,tr)} ist eine von der Festlegung {\displaystyle a(t_{0})=1} betroffene Größe.
Sendet eine Galaxie zu einem Zeitpunkt {\displaystyle t<T} einen auf den Beobachter gerichteten Lichtstrahl, den der Beobachter zum Zeitpunkt {\displaystyle T} empfängt (die Galaxie liegt also auf dem Lichtkegel {\displaystyle LK(T)}), so umschreibt unter Verwendung der Vereinbarung
{\displaystyle d(a_{2},a_{2},a_{3})=c\ a_{3}\int _{a_{1}}^{a_{2}}{\frac {d\alpha }{\alpha ^{2}~H(\alpha )}}}
der Ausdruck {\displaystyle d_{LK}(T,t)=d(a(t),a(T),a(t))} den physikalischen Abstand der Galaxie vom Beobachter zum Zeitpunkt {\displaystyle t}.
Der zugehörige mitbewegte Abstand {\displaystyle D_{LK}(T,t)=d(a(t),a(T),1)} zeigt (aufgrund der Voraussetzung {\displaystyle a(t_{0})=1}) den physikalischen Abstand der Galaxie vom Beobachter zum Zeitpunkt {\displaystyle t_{0}} (HEUTE) an.
Die Formeln für den Lichtkegel beschreiben für {\displaystyle t<T} den Rückwärts-Lichtkegel (Vergangenheits-Lichtkegel) auf der positiven radialen Koordinatenachse. Die kosmologische Literatur befasst sich mehrheitlich nur mit dem Lichtkegel mit dem Scheitel bei {\displaystyle T=t_{0}} (HEUTE).
Strebt {\displaystyle t} gegen {\displaystyle T}, so nähern sich die Photonen auf dem Lichtkegel (genauer: auf dem Mantel des Lichtkegels) dem Beobachter. Nachdem sie den Beobachter erreicht haben, setzen die Photonen anschließend ihren Weg auf der negativen Koordinatenachse fort und formen dort den Vorwärts-Lichtkegel (Zukunfts-Lichtkegel). Jeder Lichtkegel besteht also aus den beiden Teilkomponenten Rückwärts-Lichtkegel und Vorwärts-Lichtkegel. Das Argument {\displaystyle T} des Ausdrucks {\displaystyle LK(T)} bezeichnet den Scheitel des Rückwärts-Lichtkegels als Zeit nach dem Urknall, wobei diese Zeit in den folgenden Zeichnungen wie auch im begleitenden Text in der Dimension von Milliarden Jahren angegeben wird. Beispielsweise bezeichnet {\displaystyle LK(28)} den Lichtkegel, dessen Rückwärts-Teillichtkegel seinen Scheitel 28 Milliarden Jahre nach dem Urknall erreicht.
Für jedes {\displaystyle t} ist der Lichtkegel in physikalischen Koordinaten eine von {\displaystyle T} und {\displaystyle t} abhängige Kugeloberfläche um den Beobachter, dessen Radius auf der radialen Koordinatenachse durch die Formel {\displaystyle d_{LK}(T,t)} bestimmt wird. Der Ausdruck {\displaystyle d_{LK}(T,t)} kennzeichnet auch für {\displaystyle t>T} den Abstand der Photonen des Vorwärts-Lichtkegels vom Beobachter. Jeder Lichtkegel {\displaystyle LK(T)} als Ganzes umschreibt eine von {\displaystyle t} abhängige Sequenz von Kugeloberflächen.
Nicht thematisiert werden in diesem Artikel die expansionsbedingte Dehnung der Wellenlänge emittierten Lichts, die beim Photonenempfang verlangsamte Beobachtung emittierter Folgen von Ereignissen (kosmologische Zeitdilatation, eingehende Photonenrate beim Empfang aufgrund der Raumdehnung geringer als ausgehende Rate bei Emission) sowie die durch verringerte Photonenrate beim Lichtempfang und durch Energieverlust bedingte Abschwächung der Leuchtkraft emittierten Lichts.

### Rückwärts-Lichtkegel und Hubblesphäre

Rückwärts-Lichtkegel und Hubblesphäre in physikalischen Koordinaten

Expansion des Universums in physikalischen Koordinaten

Rückwärts-Lichtkegel und Weltlinien von Galaxien in physikalischen Koordinaten

Die Hubblesphäre zum Zeitpunkt {\displaystyle t} ist jene Kugeloberfläche mit dem Beobachter im Mittelpunkt, auf der sich als ruhend angenommene Objekte allein aufgrund der Expansion des Universums genau mit Lichtgeschwindigkeit vom Beobachter entfernen. In physikalischen Koordinaten gilt für den Radius der Hubblesphäre die Formel {\displaystyle d_{HS}(t)=c/H(a(t))}. Der mitbewegte Abstand des Beobachters von der Kugeloberfläche beträgt {\displaystyle D_{HS}(t)=c/(a(t)~H(a(t)))}.
Das Verhalten der Hubblesphäre im Zeitablauf ist entscheidend mit dem Zeitpunkt {\displaystyle t_{u}} (u für Übergang) des Übergangs von verlangsamter zu beschleunigter Expansion verbunden. Nach der primären Beschleunigung durch den Urknall verlangsamt sich die Expansion für mehrere Milliarden Jahre, erkennbar am Kleinerwerden des Abbremsparameters {\displaystyle q}
{\displaystyle q(t)=-{\frac {a(t)~a''(t)}{a'(t)^{2}}}}
wobei bei {\displaystyle t_{u}} der Wert {\displaystyle q(t_{u})=0} angenommen wird. Beim Parametersatz Planck18 findet der Übergang {\displaystyle t_{u}=7{,}6931755} Mrd. Jahre nach dem Urknall bei {\displaystyle a=0{,}61284999} statt, die physikalische Entfernung {\displaystyle d_{HS}(t_{u})} vom Beobachter zur Hubblesphäre beträgt 10,122295 Mrd. Lichtjahre, die mitbewegte {\displaystyle D_{HS}(t_{u})} beläuft sich auf 16,516757 Mrd. Lichtjahre.
Die Expansionsgeschwindigkeit der Hubblesphäre beträgt {\displaystyle d_{HS}\,'(t)=c(1+q(t))}. Da die Rezessionsgeschwindigkeit von (als ruhend angenommenen) Galaxien auf der Hubblesphäre genau {\displaystyle c} beträgt, expandiert die Hubblesphäre schneller als der sie umgebende Raum (schneller als ruhende Objekte, die sich allein durch die Expansion des Universums vom Beobachter entfernen), solange {\displaystyle q>0}. Dadurch werden bei wachsendem {\displaystyle t}, solange {\displaystyle t<t_{u}}, nun Galaxien, die sich zuvor mit mehr als Lichtgeschwindigkeit vom Beobachter entfernt haben, von der Kugeloberfläche der Hubblesphäre überholt und geraten ins Innere der Sphäre. Noch häufiger und für die praktische Arbeit in der Astronomie wichtiger ist der Umstand, dass von Galaxien jenseits des Hubblesphäre emittiertes, auf den Beobachter gerichtetes Licht, das sich bisher vom Beobachter entfernt hatte, nun von der Hubblespäre eingefangen wird, wodurch diese Galaxien für den Beobachter SICHTBAR werden, auch dann, wenn die Galaxien selbst weiterhin außerhalb der Hubblesphäre gelegen sind.
In der Zeichnung „Rückwärts-Lichtkegel und Hubblesphäre in physikalischen Koordinaten“ bezeichnet {\displaystyle LK(T)} den Rückwärts-Lichtkegel mit einem Scheitel bei {\displaystyle T} Milliarden Jahren nach dem Urknall. Von den Kugeloberflächen von Lichtkegeln und Hubblesphäre sind neben den Schnittpunkten der Kugeloberflächen mit der positiven radialen Achse zusätzlich die Schnittpunkte mit dem negativen Bereich dieser Achse abgebildet, wodurch der symmetrische Aufbau der Zeichnung herrührt. Die senkrechte Mittellinie ist die Weltlinie des Beobachters.
Jeder Lichtkegel mit einem höhergelegenen (zeitlich weiter vom Urknall entfernten) Scheitelpunkt schließt den tiefergelegenen vollständig ein. Die Form der Lichtkegel wird mit Begriffen wie Träne, Tropfen (englisch oft: teardrop) oder auch Birne bezeichnet.
Alle Lichtkegel sind im unteren Bereich der Zeichnung unterhalb der Hubblesphäre gelegen. Die Hubblesphäre schneidet jeden eingezeichneten Lichtkegel, und zwar stets zum Zeitpunkt der größten physikalischen Entfernung des Lichtkegels vom Beobachter. Auf einem Lichtkegel gelegene Galaxien entfernen sich also unterhalb des Schnittpunkts (zeitlich vor Erreichen des Schnittpunkts) mit Überlichtgeschwindigkeit vom Beobachter. Für die Sichtbarkeit verantwortlich sind von der Galaxie emittierte, auf den Beobachter gerichtete Photonen, die von der sich vergrößernden Hubblesphäre überholt wurden.
Die Zeichnung „Expansion des Universums in physikalischen Koordinaten“ ist eine animierte Variante der vorherigen Zeichnung. Die animierte Sequenz von Lichtkegeln ist in ihrem Verlauf von kurz nach dem Urknall bis in eine fernere Zukunft zu beobachten. Nach Anklicken der Zeichnung findet man im unteren Bereich eine Legende. Die Zeichnung wurde mit dem Parametersatz PLANCK13 erstellt, auf den sich auch die am oberen Rand der Zeichnung aufgeführten variablen Parameter beziehen.

Rückwärts-Lichtkegel und Hubblesphäre in mitbewegten Koordinaten

Die Rezessionsgeschwindigkeit eines auf den Beobachter gerichteten Photons beträgt an jedem Ort zu jeder Zeit genau jene hypothetische Rezessionsgeschwindigkeit eines ruhenden Objekts am gleichen Ort zur gleichen Zeit, minus {\displaystyle c}. Entfernt sich ein hypothetisches ruhendes Objekt innerhalb der Hubblesphäre mit einer Geschwindigkeit {\displaystyle v_{\text{rez}}} vom Beobachter, so nähert sich ein von diesem Objekt in Richtung auf den Beobachter emittiertes Photon am gleichen Ort zur gleichen Zeit dem Beobachter mit einer Geschwindigkeit von {\displaystyle c-v_{\text{rez}}} an.
Alle HEUTE mit einer Rotverschiebung {\displaystyle z(HEUTE)>1{,}5876364} SICHTBAREN Galaxien (Schnittpunkt zwischen LK(HEUTE) und der Hubblesphäre: {\displaystyle t_{i}=4{,}0534118} Mrd. Jahre nach dem Urknall, Skalenfaktor {\displaystyle a=0{,}38645306}, es ist also {\displaystyle t_{i}<t_{u}}) haben sich zum Zeitpunkt der Lichtemission mit Überlichtgeschwindigkeit vom Beobachter entfernt, die meisten davon (alle, die nie von der Hubblesphäre überholt wurden) zu allen Zeiten. Die maximale Eigendistanz bei {\displaystyle t_{i}} beträgt 5,8513981 Mrd. Lichtjahre. (Übrigens ist die Winkeldurchmesser-Entfernung im räumlich flachen ΛCDM-Modell wertmäßig identisch mit der Eigendistanz auf dem Rückwärts-Lichtkegel. Die Winkeldurchmesser-Entfernung nimmt ihren Maximalwert dort an, wo der Lichtkegel die Hubblesphäre schneidet.)
Die Abbildung „Rückwärts-Lichtkegel und Hubblesphäre in mitbewegten Koordinaten“ zeigt alle Konstrukte nun in mitbewegten Koordinaten. Insbesondere ist nun jene Linie ausgearbeitet, bei der der Abbremsparameter {\displaystyle q} den Wert NULL annimmt. Unterhalb der „{\displaystyle q=0}“-Linie, also falls {\displaystyle t<t_{u}}, expandiert die Hubble-Sphäre schneller als der Raum.
Wird {\displaystyle q<0}, tritt in Bezug auf die Rezessionsgeschwindigkeit von Galaxien nun der gegenteilige Effekt ein: der Raum expandiert schneller als die Hubblesphäre. In mitbewegten Koordinaten nimmt die Hubblesphäre ihr Maximum bei {\displaystyle t_{u}} an, zieht sich also für {\displaystyle t>t_{u}} in mitbewegten Koordinaten zurück. Früher innerhalb der Hubblesphäre und nahe der Kugelfläche gelegene Galaxien verlassen diese nun (wieder) und entfernen sich mit Überlichtgeschwindigkeit vom Beobachter. Nahe außerhalb der Hubblesphäre gelegene, auf den Beobachter zustrebende Photonen dringen jedoch weiterhin in die Hubblesphäre ein und erreichen den Beobachter.

### Rückwärts-Lichtkegel und Galaxien
Jede Galaxie auf einem Lichtkegel entfernt sich aufgrund der Expansion des Universums vom Beobachter, während von der jeweiligen Galaxie emittierte, auf den Beobachter gerichtete Photonen Teil des Lichtkegels sind und den Beobachter schließlich erreichen.
Als Beispiel für die Auswahl von Galaxien soll die Galaxie SPT0418-47 herangezogen werden. Diese Galaxie ist HEUTE unter einer Rotverschiebung von {\displaystyle z(HEUTE)=4{,}2248} SICHTBAR. Eine in Sichtlinie befindliche Galaxie bei {\displaystyle z(HEUTE)=0{,}263} konnte als Gravitationslinse dienen. Erst diese gravitative Vergrößerung ermöglichte es Forschern, die Galaxie in ihrem Zustand 1,4 Milliarden Jahre nach dem Urknall (dem Emissionszeitpunkt des heute empfangenen Lichts) genauer zu untersuchen. Details sind im Wikipedia-Artikel zu finden.
SPT0418-47 und Gravitationslinse werden in der Zeichnung „Rückwärts-Lichtkegel und Weltlinien von Galaxien in physikalischen Koordinaten“ bis in die fernere Zukunft verfolgt. Es sei noch darauf hingewiesen, dass die Gravitationslinse selbstverständlich genau auf der lichtartigen Geodäte von SPT0418-47 zum Beobachter, also ohne Raumwinkel ebenfalls auf der Koordinatenachse, gelegen ist. (Eine auf der positiven radialen Achse angenommene Galaxie entfernt sich auf der positiven Achse vom Beobachter. Eine Symmetrie wie bei den Zeichnungen zu Lichtkegeln und Hubblesphäre ist daher nicht mehr gegeben. Es ist deshalb nur die positive Achse abgebildet.)
Das Zusammenspiel zwischen Lichtkegeln und (in rot) Hubblesphäre wurde bereits zuvor ausführlich erläutert. In der Zeichnung ist zusätzlich (in grün) der Ereignishorizont eingezeichnet, der alle Lichtkegel und die Hubblesphäre von außen einschließt.
Bei der Definition des kosmologischen Ereignishorizonts stellt man die Frage nach der kleinsten oberen Schranke dafür, wie weit ein ruhendes Objekt zum Zeitpunkt {\displaystyle t} vom Beobachter entfernt sein darf, damit von diesem Objekt emittierte, auf den Beobachter gerichtete Photonen den Beobachter in endlicher Zukunft noch erreichen. Mit größer werdendem {\displaystyle t} nähert sich die Hubblesphäre immer mehr dem Ereignishorizont und ist schließlich in der Zeichnung vom Ereignishorizont nicht mehr zu unterscheiden. Die mitbewegte Entfernung vom Beobachter zum Ereignishorizont zum Zeitpunkt {\displaystyle t} ist {\displaystyle D_{EH}(t)=d(a(t),\infty ,1)}, die physikalische {\displaystyle d_{EH}(t)=d(a(t),\infty ,a(t))}.
Man sieht in der Zeichnung im unteren Bereich die Weltlinie der Galaxie SPT0418-47, ausgehend von ihrem Schnittpunkt mit dem Lichtkegel {\displaystyle LK(HEUTE)}. Bei ihrer weiteren Entfernung vom Beobachter schneidet die Galaxie nun andere Lichtkegel. Beim Scheitel von {\displaystyle LK(28)} ist die Galaxie nun im Schnittpunkt der Weltlinie von SPT0418-47 und dem Lichtkegel {\displaystyle LK(28)} zu beobachten. Genauer: Der Beobachter SIEHT 28 Milliarden Jahre nach dem Urknall nun Ereignisse, die an jenem Schnittpunkt stattgefunden haben und durch auf den Beobachter gerichtete Photonen übermittelt wurden. Diese Überlegungen können für alle weiteren Schnittpunkte der Weltlinien der beiden Galaxien (SPT0418-47 und Gravitationslinse) mit Lichtkegeln fortgesetzt werden.
Beide Galaxien schneiden schließlich den Ereignishorizont. Je mehr sich die Galaxien dem Ereignishorizont nähern, desto später (bei desto größerem {\displaystyle T}) kann der Beobachter mit Lichtgeschwindigkeit übermittelte Informationen von diesen Galaxien am Scheitelpunkt {\displaystyle T} jenes Lichtkegels empfangen, den die Weltlinie der jeweiligen Galaxie schneidet. Salopp formuliert empfängt der Beobachter Informationen von einer Galaxie bei {\displaystyle T=\infty }, wenn die Weltlinie der Galaxie den Ereignishorizont schneidet („Ereignishorizont={\displaystyle LK(\infty )}“). Im Sinne dieser theoretischen Überlegungen ist eine Galaxie, die der Beobachter einmal GESEHEN hat, für den Beobachter für alle Zeiten zu SEHEN, sofern sie beim Überschreiten des Ereignishorizonts noch existiert und dort weiterhin Photonen (bzw. mit Lichtgeschwindigkeit übermittelte Informationen) in Richtung auf den Beobachter emittiert.

Vorwärts-Lichtkegel und Ereignishorizont in mitbewegten Koordinaten

### Vorwärts-Lichtkegel und Ereignishorizont
In der animierten Zeichnung „Expansion des Universums in physikalischen Koordinaten“ kann auch der Vorwärts-Lichtkegel verfolgt werden. Ist der Rückwärts-Lichtkegel auf der positiven radialen Achse gelegen, erfolgt am Scheitelpunkt {\displaystyle T} der Übergang zu negativen Koordinaten, und für {\displaystyle t\rightarrow \infty } streben die Abstände {\displaystyle d_{LK}(T,t)} der Vorwärts-Lichtkegel vom Beobachter in physikalischen Koordinaten für jedes {\displaystyle T} gegen {\displaystyle -\infty }.
Wie die Zeichnung „Vorwärts-Lichtkegel und Ereignishorizont in mitbewegten Koordinaten“ zeigt, konvergieren hingegen in mitbewegten Koordinaten die Vorwärts-Lichtkegel {\displaystyle LK(T)} auf der radialen Achse gegen den negativen Wert {\displaystyle -D_{EH}(T)} des Ereignishorizonts zum Zeitpunkt {\displaystyle T}.
Bei den Schnittpunkten von {\displaystyle LK(7)}, {\displaystyle LK(HEUTE)} und {\displaystyle LK(28)} mit der Weltlinie des Beobachters (durchgezogene senkrechte Achse rechts der Mitte – mitbewegte Distanz 0 Mrd. Lichtjahre) findet man achsenparallele waagerechte Hilfslinien. Eingezeichnet ist in grüner Farbe der Ereignishorizont in negativen Koordinaten. Für T=7 Mrd. Jahre nach dem Urknall, T=HEUTE und T=28 Mrd. Jahre nach dem Urknall ist der negative Wert des Ereignishorizonts als Schnittpunkt zwischen der grünen Linie und den waagerechten achsenparallelen Hilfslinien erkennbar. Die Lichtkegelabstände {\displaystyle D_{LK}(T,t)} konvergieren für {\displaystyle t\rightarrow \infty } in mitbewegten Koordinaten gegen die senkrechten achsenparallelen Hilfslinien oberhalb der Schnittpunkte.

### Lichtkegel und Partikelhorizont
Es ist möglich, den Partikelhorizont als Vorwärts-Teillichtkegel eines Lichtkegels zu interpretieren. Der Scheitel des zugehörigen, auf der negativen radialen Koordinatenachse gelegenen Rückwärts-Teillichtkegels übernimmt dabei die Rolle eines Bezugszeitpunkts (z. B. des Zeitpunkts der Emission der kosmischen Mikrowellen-Hintergrundstrahlung CMB) des so definierten Partikelhorizonts. Im Allgemeinen, aber nicht notwendigerweise, wird dieser Bezugszeitpunkt in der Frühzeit des Universums gewählt. Außerdem lässt sich zeigen, dass sich im Partikelhorizont zu einem bestimmten Zeitpunkt {\displaystyle t} ruhende Objekte und bewegliche Photonen treffen, die beide mit dem Bezugszeitpunkt verbunden sind. Die ruhenden Objekte waren zum Bezugszeitpunkt auf dem Lichtkegel {\displaystyle LK(t)} gelegen. Die Photonen (oder die mit Lichtgeschwindigkeit übermittelten Informationen) waren vor dem Bezugszeitpunkt auf den Beobachter gerichtet und hatten diesen zum Bezugszeitpunkt passiert, oder sie wurden zum Bezugszeitpunkt am Ort des Beobachters erzeugt und in Richtung der positiven radialen Koordinatenhalbachse emittiert. Es werden im Weiteren ausnahmslos physikalische Koordinaten vorausgesetzt.

#### Definition Partikelhorizont mit Bezugszeitpunkttmin(Variante A)
Im Weiteren wird der Partikelhorizont mit Bezugszeitpunkt {\displaystyle t_{min}} nach dem Vorbild von M. Roos definiert.
Definition Partikelhorizont mit Bezugszeitpunkt tmin (Variante A): Der (physikalische) Partikelhorizont zum Zeitpunkt t ist die größte Entfernung, aus der den Beobachter seit einem Zeitpunkt {\displaystyle t_{min}} Photonen (oder mit Lichtgeschwindigkeit übermittelte Informationen) erreicht haben können. Die Entfernung wird (auf der positiven radialen Koordinatenachse) gemessen zum gemeinsamen Zeitpunkt {\displaystyle t} zwischen dem Beobachter und dem als ruhend angenommenen Objekt, das die Photonen (oder Informationen) zum Zeitpunkt {\displaystyle t_{min}} (ebenfalls auf der positiven radialen Koordinatenachse) in Richtung auf den Beobachter übermittelt hatte. Der Zeitpunkt {\displaystyle t_{min}} wird auch als Bezugszeitpunkt (oder Emissionszeitpunkt) des Partikelhorizonts bezeichnet.
Korollar: Emittiert zu einem Zeitpunkt {\displaystyle t_{min}} mit {\displaystyle t_{min}<t} ein auf dem Lichtkegel LK(t) gelegenes ruhendes Objekt Photonen in Richtung auf den Beobachter, so ist der (physikalische) Abstand dieses Objekts vom Beobachter zum Zeitpunkt {\displaystyle t} der Partikelhorizont zum Zeitpunkt {\displaystyle t} mit dem Bezugszeitpunkt {\displaystyle t_{min}}.
Während für Lichtkegel in Zeichnungen als Argument der Scheitelpunkt verwendet wird, z. B. {\displaystyle LK(T)}, werden Partikelhorizonte in der Form {\displaystyle PH(t_{min})} mit dem Bezugszeitpunkt als Argument dargestellt. {\displaystyle PH(CMB)} und {\displaystyle PH(Urknall)} werden zusätzlich für {\displaystyle t_{min}=CMB} und {\displaystyle t_{min}=Urknall} verwendet. Die Formel für den (physikalischen) Abstand des Beobachters vom Partikelhorizont {\displaystyle PH(t_{min})} zum Zeitpunkt {\displaystyle t} kann in der Form {\displaystyle d_{PH}(t_{min},t)=d(a(t_{min}),a(t),a(t))} hergeleitet werden.

#### Auswahl verschiedener Bezugszeitpunkte

Lichtkegel und Partikelhorizont PH(CMB)

Häufigste Wahl für den Zeitpunkt {\displaystyle t_{min}} ist die Wahl {\displaystyle t_{min}} = CMB = 371´127 Jahre = 0,000´371´127 Mrd. Jahre nach dem Urknall, der Zeitpunkt der Emission der Mikrowellen-Hintergrundstrahlung. Sofern in der Literatur der Begriff Partikelhorizont ohne Bezugszeitpunkt verwendet wird, so ist damit der Partikelhorizont mit dem Bezugszeitpunkt Urknall ({\displaystyle t_{min}} = 0 Mrd. Jahre) gemeint. Um das Thema für Zeichnungen zweckmäßig ausleuchten zu können, soll ein weiterer Partikelhorizont mit einem Bezugszeitpunkt von 7 Mrd. Jahren nach dem Urknall betrachtet werden.
Der (physikalische) Partikelhorizont zum Zeitpunkt {\displaystyle t}, bezogen auf den Bezugszeitpunkt {\displaystyle t_{min}}, begrenzt den Raum des Beobachtbaren Universums zum Zeitpunkt {\displaystyle t} mit Bezugszeitpunkt {\displaystyle t_{min}} (dem frühesten Emissionszeitpunkt), d. h. der Partikelhorizont begrenzt jenen Teils des Universums, das seit dem Zeitpunkt {\displaystyle t_{min}} in kausalen Kontakt mit dem Beobachter gekommen ist.
Erläutert werden die Beziehungen zwischen Lichtkegeln und Partikelhorizont anhand von zwei Zeichnungen „Lichtkegel und Partikelhorizont PH(CMB)“ sowie „Lichtkegel und Partikelhorizont PH(7)“, wobei die zweite Zeichnung einfach dadurch entsteht, dass die erste rechts bei einem Abstand von 25 Mrd. Lichtjahren vom Beobachter abgeschnitten wird. Nur in der zweiten Zeichnung werden vollständig die zahlreichen Linien der linken Seite der ersten Zeichnung erläutert. Als Lichtkegel werden {\displaystyle LK(HEUTE)} und {\displaystyle LK(21)} betrachtet. An deren Scheitelpunkten ist jeweils der positive Radius des zugehörigen Beobachtbaren Universums, {\displaystyle BU(HEUTE)} und {\displaystyle BU(21)}, eingezeichnet. {\displaystyle BU(HEUTE)} und {\displaystyle BU(21)} sind nach ihren Bezugszeitpunkten farblich unterschiedlich markiert. Das Beobachtbare Universum zum Bezugszeitpunkt 7 Mrd. Jahre nach dem Urknall wird durch die Farbe magenta gekennzeichnet. Die Farben magenta und orange gemeinsam umschreiben das Beobachtbare Universum zum Bezugszeitpunkt CMB. Die kurze angehängte schwarze Linie verweist auf den Übergang zum Beobachtbaren Universum zum Bezugszeitpunkt Urknall.
Die Formel {\displaystyle d_{PH}(t_{min},t)=d(a(t_{min}),a(t),a(t))} für den Wert des Partikelhorizonts zum Bezugszeitpunkt {\displaystyle t_{min}} an der Stelle {\displaystyle t} ist offensichtlich (Vertauschung der Integrationsgrenzen) der negative Wert {\displaystyle d(a(t),a(t_{min}),a(t))} des Lichtkegels {\displaystyle LK(t_{min})} an der Stelle {\displaystyle t}. Zwar wird beim Partikelhorizont im Normalfall nur der positive Anteil ({\displaystyle t_{min}\leq t} – bei Interpretation als Lichtkegel der Vorwärts-Lichtkegel) betrachtet, es spricht aber prinzipiell nichts dagegen, den Partikelhorizont {\displaystyle PH(t_{min})} insgesamt einfach als den Lichtkegel {\displaystyle -LK(t_{min})} mit einem Rückwärts-Lichtkegel auf der negativen radialen Achse zu interpretieren.

#### Bezugszeitpunkt 7 Mrd. Jahre nach dem Urknall

Lichtkegel und Partikelhorizont PH(7)

Der Partikelhorizont mit dem Bezugszeitpunkt 7 Mrd. Jahre nach dem Urknall ist in der Zeichnung „Lichtkegel und Partikelhorizont PH(7)“ genauer behandelt. Einzige Funktion des Lichtkegels {\displaystyle LK(7)} in der Zeichnung ist seine Beziehung zum Partikelhorizont {\displaystyle PH(7)}.
Die gestrichelte waagerechte Linie bei 7 Mrd. Jahren nach dem Urknall schneidet nicht nur den Scheitelpunkt beider Lichtkegel, nämlich {\displaystyle LK(7)} und den als Lichtkegel interpretierten Partikelhorizont {\displaystyle PH(7)}, sondern zusätzlich die beiden Lichtkegel {\displaystyle LK(HEUTE)} und {\displaystyle LK(21)}. An diesen beiden zuletzt erwähnten Schnittpunkten sollen (als ruhende Objekte modellierte) Galaxien {\displaystyle rOb(HEUTE,7)} und {\displaystyle rOb(21,7)} angenommen werden (Abstände vom Beobachter: 5,094521 und 8,378498 Mrd. Lichtjahre), die Licht in Richtung auf den Beobachter emittieren, das den Beobachter an den jeweiligen Scheitelpunkten erreicht. Die blauen Weltlinien dieser Galaxien, die sich nur aufgrund der Expansion des Universums vom Beobachter entfernen, schneiden jeweils den Partikelhorizont {\displaystyle PH(7)} zu den Zeitpunkten HEUTE und 21 Mrd. Jahre nach dem Urknall genau in den Punkten, in denen der Partikelhorizont {\displaystyle PH(7)} das in magenta eingefärbte Beobachtbare Universum {\displaystyle BU(HEUTE)} bzw. {\displaystyle BU(21)} zum Bezugszeitpunkt 7 Mrd. Jahre nach dem Urknall begrenzt (Abstände vom Beobachter: 8,924479 und 23,220942 Mrd. Lichtjahre). Man stellt unter anderem fest, dass die Weltlinien der Galaxien vor den jeweiligen Schnittpunkten weiter vom Beobachter entfernt sind als der Partikelhorizont.
Auch wird durch die Zeichnung noch einmal deutlich, was mit dem Partikelhorizont gemäß Definition Variante A gemeint ist: es handelt sich um den Abstand von jener Galaxie zum gemeinsamen Zeitpunkt {\displaystyle t} (hier am Beispiel HEUTE bzw. 21 Mrd. Jahre nach dem Urknall), die Licht zum Zeitpunkt {\displaystyle t_{min}} (hier 7 Mrd. Lichtjahre nach dem Urknall) in Richtung auf den Beobachter emittiert hat, das den Beobachter zum Zeitpunkt {\displaystyle t} erreicht. Während die Photonen des Lichtstrahls auf den Beobachter gerichtet sind und diesen schließlich erreichen, entfernt sich die Galaxie aufgrund der Expansion des Universums mehr und mehr vom Beobachter. Die Abstände zum Zeitpunkt {\displaystyle t_{min}} (7 Mrd. Jahre nach dem Urknall) waren zuvor erwähnt. (Hinweis zur Nomenklatur: Die Bemerkung gilt, auf den Partikelhorizont zum Bezugszeitpunkt {\displaystyle t_{min}} bezogen, für jedes {\displaystyle t>t_{min}}. Angewandt wird die genannte Regel hier allerdings auf die Scheitelpunkte von Lichtkegeln, wofür wir in der Formel für den Lichtkegel den Buchstaben {\displaystyle T} verwendet hatten.)

#### Definition Partikelhorizont mit Bezugszeitpunkttmin(Variante B)

Rückwärts-Lichtkegel LK(CMB) und Partikelhorizont

Lichtkegel und ruhende Objekte bei t=CMB

Da man den Partikelhorizont {\displaystyle PH(7)} als Vorwärtslichtkegel des Lichtkegels {\displaystyle -LK(7)} interpretieren kann, bietet sich eine zweite Definition für den Partikelhorizont an.
Definition Partikelhorizont mit Bezugszeitpunkt tmin (Variante B): Haben auf dem negativen Lichtkegel {\displaystyle -LK(t_{min})} (auf der negativen Halbachse der radialen Koordinatenachse) vor dem Zeitpunkt {\displaystyle t_{min}} (also auf dem Rückwärts-Lichtkegel, {\displaystyle t<t_{min}}) emittierte Photonen den Beobachter im Scheitelpunkt {\displaystyle t_{min}} passiert oder wurden Photonen zum Bezugszeitpunkt am Ort des Beobachters erzeugt und in Richtung der positiven radialen Koordinatenhalbachse emittiert, so ist der (physikalische) Abstand dieser Photonen vom Beobachter auf dem Vorwärts-Lichtkegel zum Zeitpunkt {\displaystyle t} (mit {\displaystyle t>t_{min}}) der Partikelhorizont mit Bezugszeitpunkt {\displaystyle t_{min}} (in physikalischen Koordinaten) zum Zeitpunkt {\displaystyle t}. Anstelle von Photonen könnte man auch wieder von mit Lichtgeschwindigkeit übermittelten Informationen sprechen.
Es treffen sich auf dem Partikelhorizont zum Zeitpunkt {\displaystyle t} mit Bezugszeitpunkt {\displaystyle t_{min}} also ruhende Objekte, die zum Zeitpunkt {\displaystyle t_{min}} auf dem Lichtkegel {\displaystyle LK(t)} gelegen waren, mit (beweglichen) Photonen, die vor dem Zeitpunkt {\displaystyle t_{min}} auf dem Lichtkegel {\displaystyle -LK(t_{min})=PH(t_{min})} emittiert wurden und den Beobachter zum Zeitpunkt {\displaystyle t_{min}}passiert haben oder die zum Bezugszeitpunkt {\displaystyle t_{min}} erzeugt wurden.
Definition Variante A behandelt zum Zeitpunkt {\displaystyle t} (z. B. {\displaystyle t}=HEUTE) beobachtbare Ereignisse, Definition Variante B Ereignisse, die nur durch die kosmologische Theorie erschlossen werden können.

#### Partikelhorizonte PH(CMB) und Partikelhorizont PH(Urknall)

Lichtkegel und Partikelhorizont PH(Urknall)

Beide Definitionen können auch auf den Partikelhorizont {\displaystyle PH(CMB)} angewandt werden, der in der Zeichnung „Lichtkegel und Partikelhorizont PH(CMB)“ thematisiert wird. Allerdings kann nicht mehr von Galaxien gesprochen werden. Wir nehmen einfach hypothetische ruhende Objekte {\displaystyle rOb(HEUTE,CMB)} und {\displaystyle rOb(21,CMB)} am Ort der Emission in Richtung auf den Beobachter an. Zum Zeitpunkt der Emission der Mikrowellen-Hintergrundstrahlung, 371´127 Jahre nach dem Urknall, liegen diese ruhenden Objekte 41.447549 bzw. 46.720514 Millionen Lichtjahre vom Beobachter entfernt auf den Lichtkegeln {\displaystyle LK(HEUTE)} bzw. {\displaystyle LK(21)}. Die Weltlinien (in blau) dieser ruhenden Objekte schneiden schließlich in einer (physikalischen) Entfernung von 45.874209 bzw. 80.642966 Mrd. Lichtjahren vom Beobachter den Partikelhorizont PH(CMB) bei {\displaystyle t}=HEUTE bzw. {\displaystyle t}=21 Mrd. Jahren nach dem Urknall.
Der Zusammenhang zwischen {\displaystyle LK(CMB)} und {\displaystyle PH(CMB)} entspricht dem zwischen {\displaystyle LK(7)} und {\displaystyle PH(7)}, allerdings lassen sich die Beziehungen aufgrund unterschiedlicher Größenverhältnisse nicht mehr in nur einer Zeichnung darlegen. Die Zeichnung „Rückwärts-Lichtkegel LK(CMB) und Partikelhorizont“ zeigt den Rückwärtslichtkegel {\displaystyle LK(CMB)} zusammen mit seiner negativen Variante {\displaystyle -LK(CMB)=PH(CMB)}. Die Koordinaten des Schnittpunkts von {\displaystyle LK(CMB)} mit der Hubblesphäre (dem größten Abstand des Rückwärtslichtkegels vom Beobachter) sind zahlenmäßig aufgeführt.
Ereignishorizont sowie {\displaystyle LK(7)}, {\displaystyle LK(HEUTE)}, {\displaystyle LK(21)} liegen zeichnerisch (von den Achsen ununterscheidbar) über der positiven, {\displaystyle PH(7)} über der negativen waagerechten Koordinatenachse bei {\displaystyle t=0}.
Die Zeichnung „Lichtkegel und ruhende Objekte bei t=CMB“ zeigt in blau den Anfang der Weltlinien ruhender Objekte, die sich aufgrund der Expansion des Universums von den Orten auf den Lichtkegeln {\displaystyle LK(HEUTE)} und {\displaystyle LK(21)} entfernen. Diese Objekte befanden sich bei t=CMB an jenem Ort, von dem Licht in Richtung auf den Beobachter emittiert wurde. Dieses Licht hat den Beobachter im jeweiligen Scheitel der beiden Lichtkegel (HEUTE bzw. 21 Mrd. Jahre nach dem Urknall) erreicht. (Lichtkegel und Weltlinien liegen anfangs nahe beisammen und sind in der Zeichnung nicht unterscheidbar.)
Abschließend ersetzt die Zeichnung „Lichtkegel und Partikelhorizont PH(Urknall)“ bei sonst gleichem Aufbau wie „Lichtkegel und Partikelhorizont PH(CMB)“ den Partikelhorizont {\displaystyle PH(CMD)} durch den Partikelhorizont {\displaystyle PH(Urknall)} und die Weltlinien der ruhenden Objekte der PH(CMD)-Zeichnung durch die Weltlinien solcher mitbewegten Objekte, die {\displaystyle PH(Urknall)} bei {\displaystyle t}=HEUTE bzw. {\displaystyle t}=21 Mrd. Jahre nach dem Urknall schneiden. Beide Weltlinien haben ihren Anfangspunkt bei {\displaystyle t=0}. {\displaystyle PH(Urknall)=-LK(Urknall)} (nur auf der positiven Achse) und {\displaystyle LK(Urknall)} (nur auf der negativen Achse) können als Nur-Vorwärts-Lichtkegel interpretiert werden. Die Weltlinien (in blau) der ruhenden Objekte {\displaystyle rOb(HEUTE,Urknall)} und {\displaystyle rOb(21,Urknall)} schneiden in einer (physikalischen) Entfernung von 46,132820 bzw. 82,088286 Mrd. Lichtjahren vom Beobachter den Partikelhorizont PH(Urknall) bei {\displaystyle t}=HEUTE bzw. {\displaystyle t}=21 Mrd. Jahren nach dem Urknall.